# Харчин, Фёдор
Фёдор Харчин (?- осень 1735, Нижнекамчатский острог) — еловский тойон, руководитель бунта камчадалов 1731 года (Харчинский бунт). Крещённый камчадал (в источниках того времени — ясашный новокрещен Федька Харчин). Известен его брат Степан Харчин (имя после крещения; родовое имя Аяхаруч), добровольно сдавшийся русским. Персонаж неоконченного произведения А. С. Пушкина «Камчатские дела», датируемый 20 января 1837 года.
Фамилия, вероятно, образована при крещении из родового имени Харуч.
В доношении Сената Анне Иоанновне от 9 мая 1733 г. испрашивается разрешение «повелеть онных пущих заводчиков казнить смертию на страх другим».
Осенью 1735 года в Нижнекамчатском остроге была проведена казнь над «зачинщиками» Великого Камчатского бунта. Казнены через повешанье крещёный камчадал Федька Харчин, некрещёные камчадалы: Тадея, Чурии, Черемач, Чамура, Ор-Тавач, русские — ясашный комиссар Иван Нгородов, казачий сын Никита Родихин.